# Vårsta
Ej att förväxla med Vårsta diakoni, Härnösand.
Vårsta är ett bostadsområde och en före detta tätort i sydligaste delen av tätorten Tumba i Botkyrka kommun, belägen vid Malmsjön i Grödinge socken i kommunens södra del. Bebyggelsen klassades av SCB som en egen tätort från 1960 till 2020, då den växte samman med tätorten Tumba och avregistrerades som egen tätort.
Bostadsområdet bildades under 1950- och 1960-talet, då främst med bebyggelse av småhus. Under sista delen på 1960-talet växte området Bremora upp i nordvästra delen med radhus, kedjehus och lägenheter. Bremora var från början namnet på den gård som låg i backen upp från Malmsjön. Gården fanns kvar in på 1970-talet och var bebodd till ca 1971. Vårsta delas genom Dalvägen (länsväg 226) i en västlig och östlig del.
Vårsta centrum fick ett ansiktslyft 2017–19. En stor del av den dominerande byggnaden i själva centrum revs efter att i flera år ha stått outhyrd, och ersattes med ett höghus med 13 våningar. Nu (2021) finns det mataffär, pizzeria, sushirestaurang, frisersalong, blomsteraffär, veterinär, medborgarservice och bibliotek. Vid Vårsta centrum finns en mindre busstation med bussar till och från Tumba station, Södertälje centrum och Nynäshamn. I Vårsta finns grundskolan Malmsjö skola. För elever på gymnasienivå ligger Tumba gymnasium närmast. På orten finns även Vårstakyrkan, en modern rödmålad träkyrka som tillhör Svenska Baptistsamfundet.
Norr om Vårsta ligger den populära badsjön Brosjön. I Malmtorp, ortens östra del, finns dödisgropen Trollsjön. Vid Malmsjöns strand ligger Poul Bjerres villa Vårstavi och hembygdsgården Vasastugan. På västra sidan Malmsjön ligger Malmsjö gård. Längs med länsväg 225 utanför Vårsta finns Botkyrka Golfklubb.

## Befolkningsutveckling
| Befolkningsutvecklingen i Vårsta 1960–2018 | Befolkningsutvecklingen i Vårsta 1960–2018 | Befolkningsutvecklingen i Vårsta 1960–2018 | Befolkningsutvecklingen i Vårsta 1960–2018 | Befolkningsutvecklingen i Vårsta 1960–2018 |
| ------------------------------------------ | ------------------------------------------ | ------------------------------------------ | ------------------------------------------ | ------------------------------------------ |
|                                            |                                            |                                            |                                            |                                            |
| År                                         |                                            |                                            | Folkmängd                                  | Areal (ha)                                 |
| 1960                                       | 1960                                       |                                            | 532                                        |                                            |
| 1965                                       | 1965                                       |                                            | 1 022                                      |                                            |
| 1970                                       | 1970                                       |                                            | 1 819                                      |                                            |
| 1975                                       | 1975                                       |                                            | 2 289                                      |                                            |
| 1980                                       | 1980                                       |                                            | 2 169                                      |                                            |
| 1990                                       | 1990                                       |                                            | 2 324                                      | 119                                        |
| 1995                                       | 1995                                       |                                            | 2 249                                      | 135                                        |
| 2000                                       | 2000                                       |                                            | 2 237                                      | 135                                        |
| 2005                                       | 2005                                       |                                            | 2 353                                      | 139                                        |
| 2010                                       | 2010                                       |                                            | 2 396                                      | 133                                        |
| 2015                                       | 2015                                       |                                            | 2 470                                      | 149                                        |
| 2018                                       | 2018                                       |                                            | 2 495                                      | 150                                        |
| Anm.: Sammanväxt med Tumba år 2020.        |                                            |                                            |                                            |                                            |

## Bilder

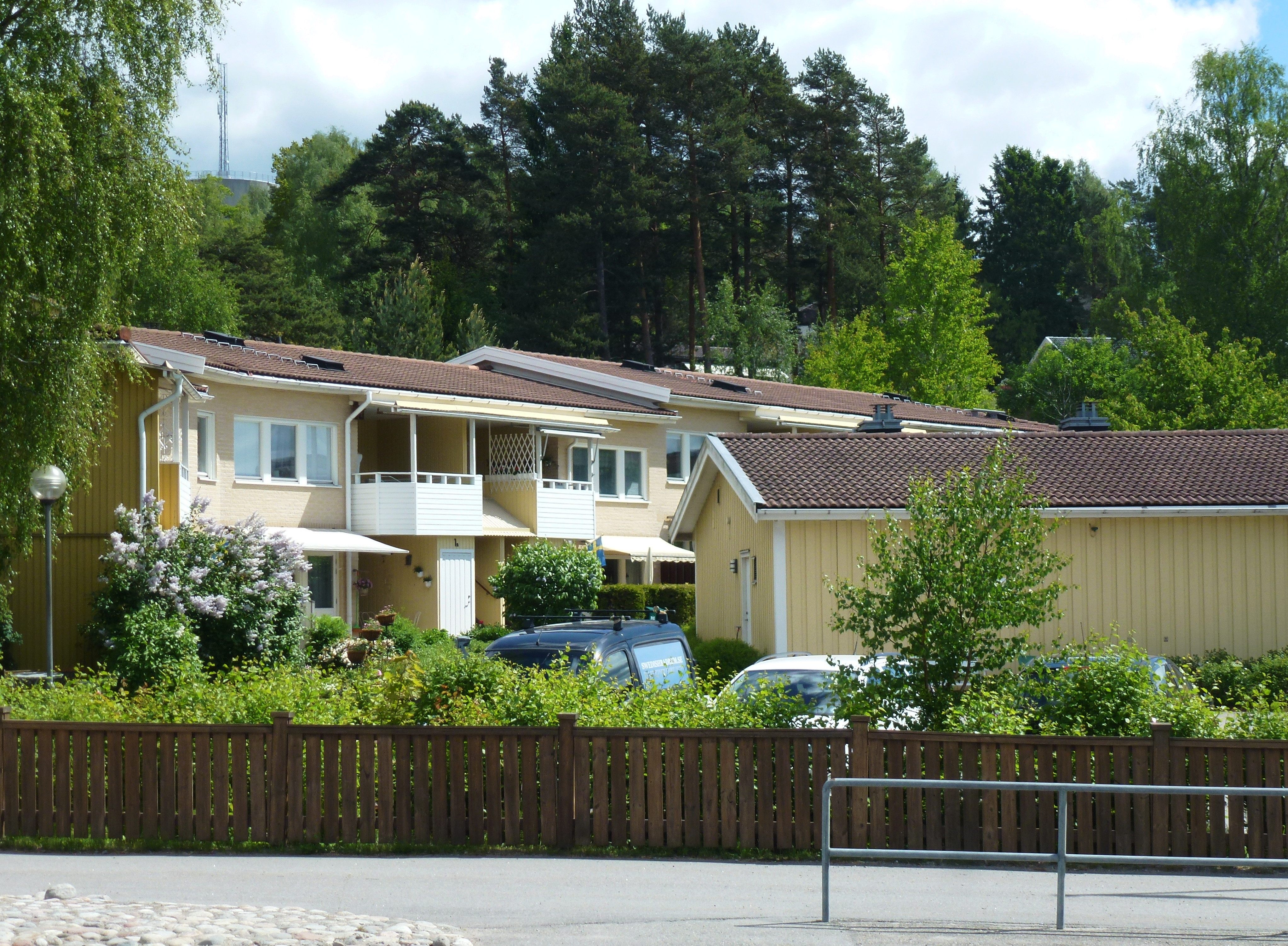
Radhusbebyggelse
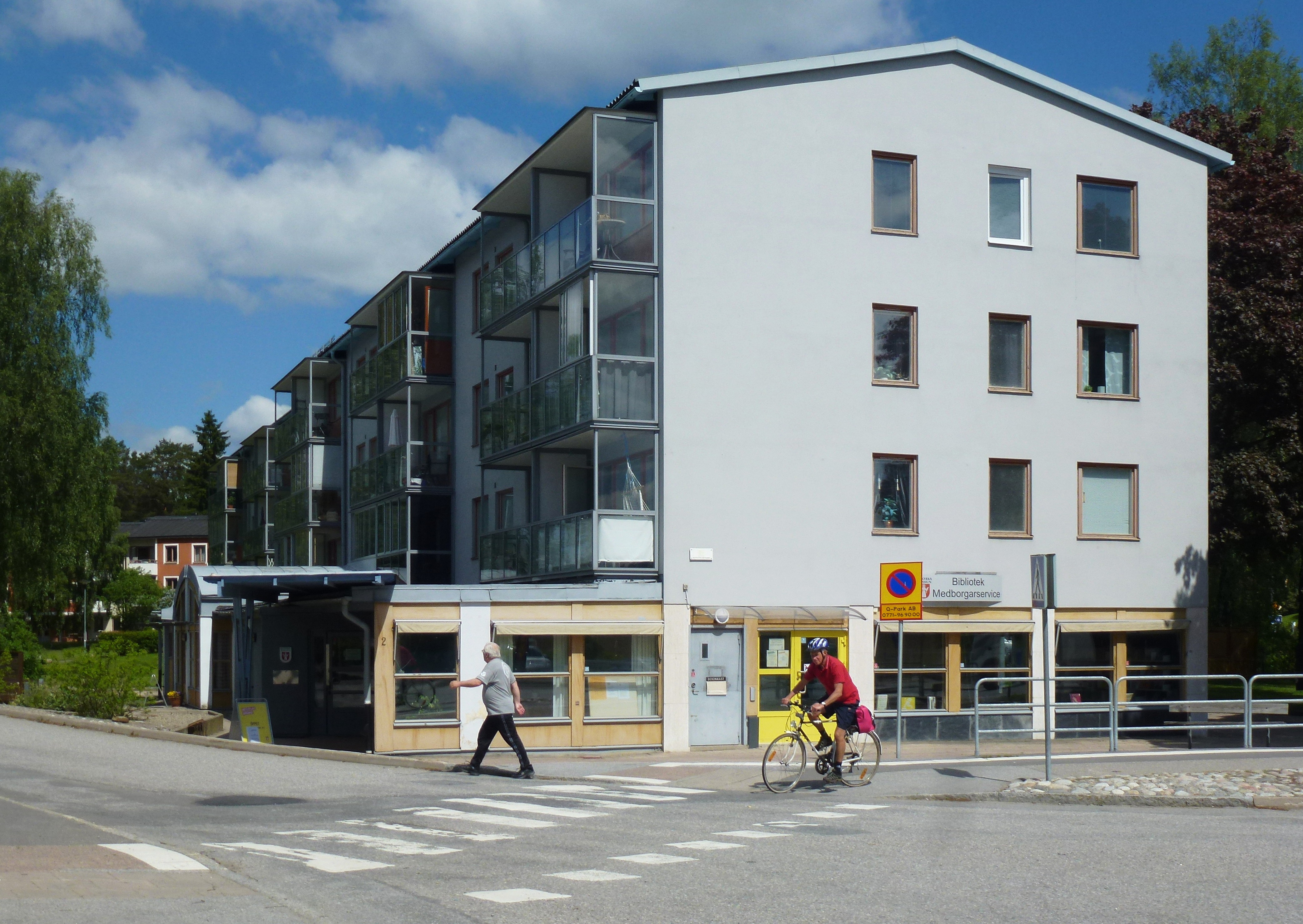
Bibliotek
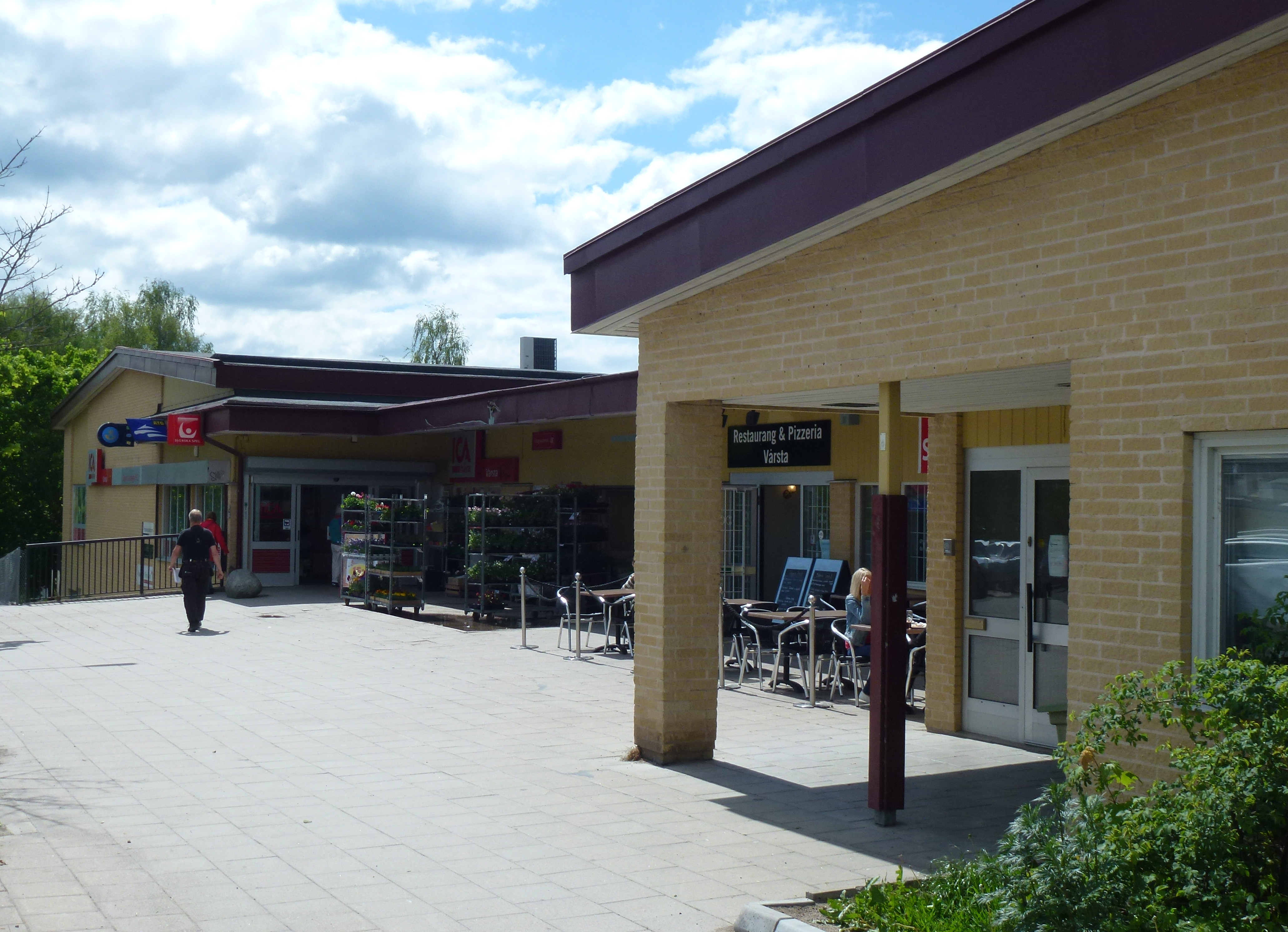
Centrum
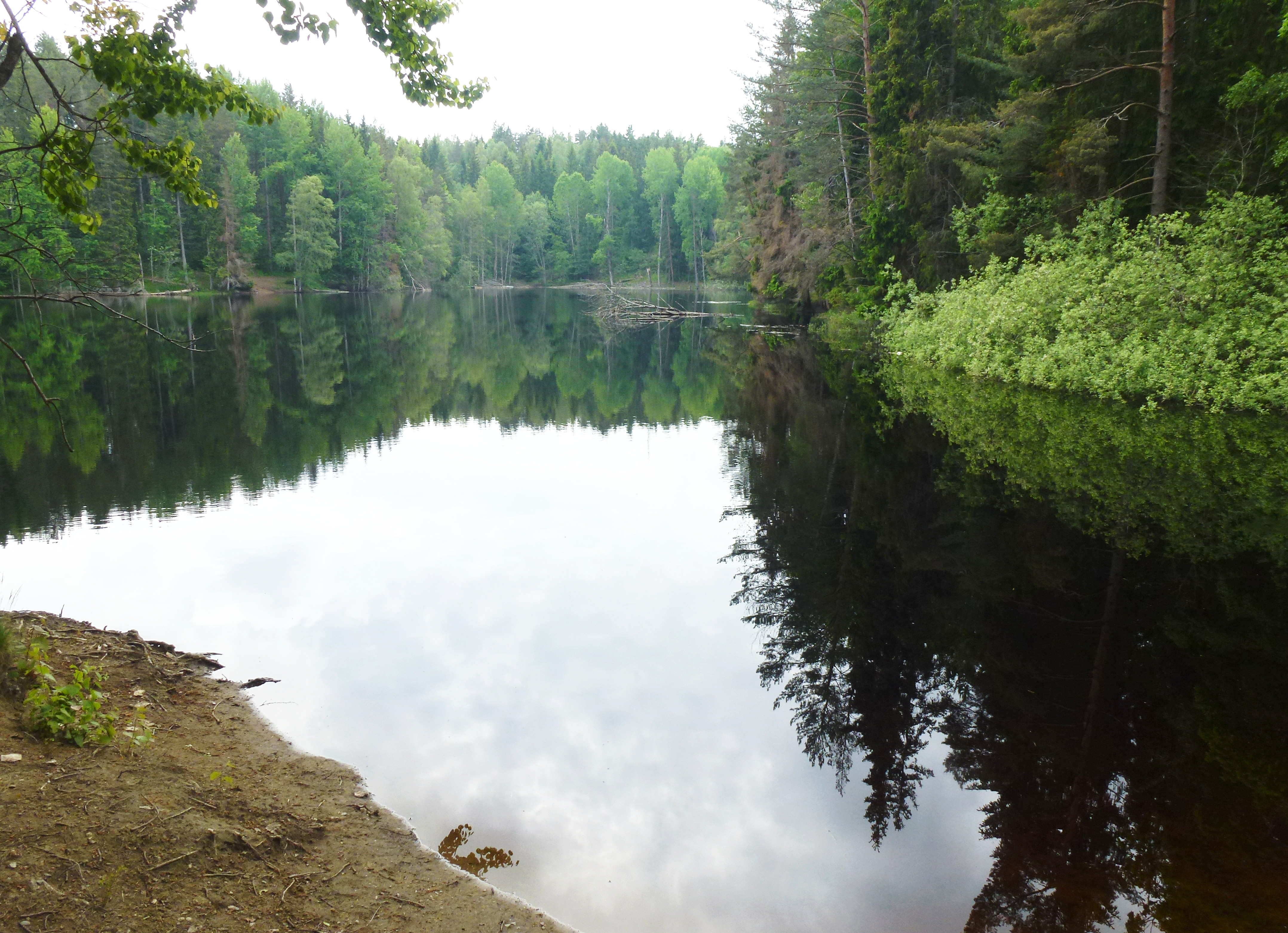
Trollsjön